# Ahmad Paixà Bonneval
Ahmad Pasha Bonneval (1675-1747) de nom verdader Claude-Alexandre comte de Bonneval (al Llemosí), fou un militar francès que va estar al servei de l'Imperi Otomà.
Va lluitar per França a la guerra de successió espanyola però el 1704 es va considerar ofès i va passar al servei d'Àustria lluitant contra francesos, contra el Papa i contra l'Imperi Otomà. El 1716 fou ferit a Peterwardein i el 1717 va prendre part al setge de [Belgrad]. Enfrontat al príncep Eugeni de Savoia fou empresonat el 1726 però va fugir a Venècia el 1727 i es va posar al servei de Turquia. El 1729 va passar per Bòsnia i es va fer musulmà. Va viure a la Gumuldjina a Tràcia i el 1731 fou cridat pel gran visir Topal Uthman Pasha per reformar l'exèrcit segons el model europeu; la cosa no va tirar endavant amb el nou gran visir Hekimoghlu Ali Pasha però aquest li va donar el gener del 1735 un càrrec militar important fins que el gran visir fou destituït el juliol; llavors fou conseller del gran visir Muhsinzade Abd Allah Pasha, i després del gran visir Yeghen Mehmed Pasha fins al 1738 que va caure en desgràcia; el 1739 fou desterrat a Kastamonu; un any després va retornar al seu comandament però ja com a oficial de segona fila fins a la seva mort. En el seu comandament el va succeir el seu fill adoptiu, un francès convers anomenat Süleyman Agha.